# Shropshire (enhetskommun)
Shropshire  är en enhetskommun i det ceremoniella grevskapet Shropshire i England,  Storbritannien. Kommunen har 327 178 invånare (2022). Administrativ huvudort är Shrewsbury. I väster gränsar kommunen mot Wales.
Kommunen omfattar den del av det ceremoniella grevskapet Shropshire som inte tillhör enhetskommunen Telford and Wrekin. Större orter är Bridgnorth, Market Drayton, Oswestry och Shrewsbury. Den är indelad i cirka 200 civil parishes för visst lokalt självstyre.